# Citação
A citação é uma marca do dialogismo linguístico, feita para sustentar uma hipótese, reforçar uma ideia ou ilustrar um raciocínio. Oferece ao leitor respaldo para que possa comprovar a veracidade das informações fornecidas e também possibilitar seu aprofundamento.
Ressalva-se que a referência bibliográfica (dados que identificam uma publicação citada, tais como autor, título, editora) deve aparecer no final do trabalho sob o título de "referências", pois, desta maneira, o leitor poderá identificar a obra, facilitando sua localização em catálogos, índices bibliográficos, bibliotecas, Internet, entre outros.

## Sistema de chamada
Conforme a NBR 10520, todas as citações apresentadas devem ser acompanhadas da indicação da autoria das mesmas, podendo-se utilizar um dos dois formatos abaixo:

### Sistema autor-data
Neste sistema, a indicação da fonte no texto é feita colocando-se o "sobrenome do autor" ou o "nome da entidade responsável" ou "a primeira palavra do título" (quando a obra não possuir autoria), seguido da data de publicação e página pesquisada. Ao final do trabalho, relacionam-se as referências completas em ordem alfabética.
Exemplos: 
Com referencia ao texto sobre Manoel Demétrio de Oliveira (Guerra do Paraguai), com relação a fonte confiável, podemos citar um livro da Biblioteca Militar, volume XXIX, com Titulo de O PARANÁ NA GUERRA DO PARAGUAI, tendo como Editor Davi Carneiro - Datado de Rio de Janeiro 1940, onde cita na pagina 64 a historia sobre o feito do Sr. Manoel Demétrio de Oliveira.
........ (VIEIRA, 1993, p.XX) ou Segundo Vieira (1993, p.XX), .........
VIEIRA, Márcio Infante. Carne e pele de coelho: produção, comércio, preparo. São Paulo: INFOTEC, 1993. 64p.

### Sistema numérico
Neste sistema, a indicação da fonte no texto é realizada por uma numeração única consecutiva que remete a uma lista de referências ao final do trabalho organizadas em ordem sequencial, numérica e crescente.
Exemplo: "O sistema numérico não deve ser usado quando há notas de rodapé" [1]
1 - ASSOCIAÇÃO BRASILEIRA DE NORMAS TÉCNICAS. NBR 10520: informação e documentação - citações em documentos - apresentação. Rio de Janeiro: ABNT, 2002. p. 4

## Tipos de citação

### Citação indireta
É a transcrição das ideias do autor consultado, porém usando as suas palavras, ou seja, parafraseando. A ideia expressa continua sendo de autoria do autor que você consultou: por isso, é necessário citar a fonte. Dar crédito ao autor da ideia, sendo desnecessário indicar o número da página de onde a ideia foi extraída. 
Exemplo:
O valor da informação está relacionado com o poder de ajuda aos tomadores de decisões a atingirem os objetivos da empresa (FRUTAO, 1998).

### Citação direta ou textual
É a reprodução integral de parte da obra consultada, conservando-se a grafia, pontuação, idioma e gênero.
- Citação com até três linhas: deve ser incorporada ao parágrafo e aparecer entre aspas duplas.
- Mais de três linhas: deve figurar em um bloco abaixo do texto, com recuo de 4 cm para todas as linhas, a partir da margem esquerda, espaçamento simples entre as linhas, fonte menor que a do texto e sem aspas.

Exemplo:
Drucker (1984, p.17) comenta sobre a prática administrativa afirmando que:
A administração é exercício, não ciência. A esse respeito, ela pode comparar-se com a medicina, a
advocacia e a engenharia. Não é conhecimento, mas desempenho. Além disso não representa a aplicação
do bom senso, ou da liderança, menos ainda da manipulação financeira. Seu exercício baseia-se no
conhecimento e na responsabilidade.
DRUCKER, Peter Ferdinand. Introdução à administração. São Paulo: Pioneira, 1984.

### Citação de citação
É a transcrição direta ou indireta de um texto ao qual não se teve acesso. Nesse caso, emprega-se a expressão latina "apud" (junto a), ou o equivalente em português "citado por", para identificar a fonte que foi efetivamente consultada. Como exemplo:
Para Watson (1913, citado por CARONE, 2003)...
Obs. Na lista de referências, incluir, apenas, a obra consultada.

## Problemas
Citação fora do contexto ou citação de mineração é a tática falaciosa de apresentar citações fora de contexto, a fim de torná-las aparentemente concordantes com o ponto de vista da falácia ou para fazer os comentários de um adversário parecerem expressar posições que eles não expressam, para tornar essas posições mais fáceis de refutar ou demonizar. É uma maneira de mentir.
O uso excessivo de citações em teses e artigos acadêmicos prejudica a criação de conhecimento novo devido ao fato de, ao utilizar as citações de outros autores para legitimar o seu conteúdo, o escritor estar desprezando a sua capacidade de argumentação, acarretando na cópia de conhecimentos já consolidados ao invés da criação de novos e na contribuição pessoal.